# Panasonic Toughbook U1 ultra
O Toughbook U1 Ultra é um tablet da linha Toughbook, da Panasonic, utilizado para aplicações mais básicas em diversos ambientes de uso, o Toughbook U1 Ultra é um tablet com bom desempenho e boa versatilidade. Esse modelo é a solução móvel que permite realizar o trabalho em qualquer lugar e com maior segurança, sendo assim, possui uma carcaça muito resistente a impactos e outros efeitos externos.
O modelo Ultra U1 possui características que facilitam sua utilização no amplo campo de trabalho, sendo estas:
- Tela de LED com até 6000 nits em luz solar direta, podendo ajustar automaticamente o brilho da tela ao seu ambiente;
- Sistema operacional Windows 7, o que permite a interfase off-the-shelf com aplicações comerciais de qualquer outro sistema operacional do planeta;
- Design robusto e modular;
- Sistema GPS, Gobi 2000 integrado;
- Banda larga móvel;
- Câmera de 2MP;
- Leitor de código de barra;
- Outros.

O toughbook U1 ultra é útil para diversas aplicações como: SAP, CRM, curva por direções, desenhos, gráficos, esquemas, geo tagging, entre outros.
No toughbook U1 ultra possui um duplo hot-swappable, ou seja, baterias de alta capacidade, ou em características como Visível Transflective Plus que permite trabalhar com aplicações no campo, podendo ajustar sua tela automaticamente ambientando seu brilho. O U1 ultra, pode ser utilizado em diversas áreas como, para quase toda a indústria, Segurança Pública, no varejo, hospitais, entre outros.
O modelo Toughbook U1 Ultra possui um display com tecnologia transflectivePlus, que somada a luz de LED de fundo, aproveita os raios do sol utilizando-os numa camada interna refletindo os mesmos para iluminar a tela, podendo gerar até 6000 nits de brilho do LCD sob a luz solar, tendo assim, uma visibilidade muito superior a aparelhos normais.
A luz de LED de fundo é útil em lugares com pouca iluminação, podendo gerar de 2 a 380 nits, que é um brilho considerado confortável em condições normais de visualização. Essa tecnologia exclusiva aplicada no U1 Ultra, vem com tratamentos de ecrã anti-reflexo, mais um filtro polarizado circular para obter uma experiência de visualização incomparável ao ar livre.
O modelo U1 Ultra é equipado também com um sensor de luz ambiente o qual  detecta condições de iluminação com brilho e desativa automaticamente a luz de fundo do LED economizando energia, prolongando assim, a vida da bateria quando utilizada ao ar livre.
O Ultra U1 é equipado com impressionantes 9 horas de vida útil da bateria, que se estende ainda mais, tirando partido da sua concepção de bateria hot-swappable gêmea. Com o seu designhot-swappable, o Ultra U1 vem com duas pilhas idênticas. Esse projeto pode proporcionar horas ilimitadas de utilização, dando aos usuários a capacidade de mudar da bateria do Ultra U1 com a unidade continua, evitando assim, a necessidade de desligar o aparelho para efetuar a troca da bateria.
O Toughbook U1 fornece todos os elementos essenciais de um computador portátil de campo, tem um design especialmente projetado que mantém fria ao toque. Como resultado, quando o U1 Toughbook é operado como um palmtop, mesmo numa mão nua, ela não se sente à quente ao toque. É um computador ultra móvel robusto, em que seu design exclusivo, permite fugir da concorrência.
O Toughbook U1 é construído a partir tanto de policarbonato e resina de elastômero para apenas a combinação certa de força e flexibilidade. Resina de policarbonato é tão forte e resistente que é usado frequentemente para capacetes e para-choques de carros. Por contraste, a resina elastómero tem resiliência excelente e grande resistência à tração. Quando impactados, elastômero moldado é capaz de sacudir a força e rapidamente retornando à sua forma original. Ele é projetado para ser resistente, choque-absorvente e fácil de transportar.
Ao contrário da maioria, o Toughbook U1 tem um conector de berço exclusivamente projetado para evitar falha de conexão, mesmo quando submetido a um tratamento inadequado.
Para que os terminais se moverem suavemente e ainda permanecerem com a força certa para fazer contato sólido, Panasonic projetou seu próprio conector apenas para o Toughbook U1. O costume projetado Toughbook U1 conector berço é construído para suportar um esperado de 20.000 utilizações. Isso certamente faz jus ao nome do Toughbook, como não houve relatos de falha de contato berço desde a sua criação. Às vezes, ser resistente é tudo nos detalhes.
O usuário de computador móvel, pode se conectar globalmente usando a próxima geração de computadores sem fio Panasonic. Podem tirar vantagem da alta velocidade redes 3G de internet móvel para aumentar a produtividade e reduzir o tempo ocioso, ao mesmo tempo garantir uma conexão confiável em praticamente qualquer lugar um telefone celular pode ser usado. E, com a aplicação de Seleção de Prestadora Panasonic (CSA), plataforma de software, os usuários são capazes de selecionar ou mudar para a melhor operadora para qualquer área geográfica.